# Distrito de Pilsen-sur
El distrito de Pilsen-sur (en checo: Okres Plzeň-jih) es uno de los siete distritos que forman la región de Pilsen, República Checa, con una población estimada a principio del año 2018 de 62 736 habitantes. Se encuentra ubicado al oeste del país, al oeste de Praga, cerca de la frontera con Alemania. Su capital es la ciudad de Pilsen.

## Localidades (población año 2018)
- Blovice 4170
- Bolkov 56
- Borovno 91
- Borovy 230
- Buková 228
- Chlum 237
- Chlumčany 2379
- Chlumy 201
- Chocenice 571
- Chotěšov 2841
- Čižice 538
- Čížkov 651
- Čmelíny 130
- Dnešice 859
- Dobřany 6175
- Dolce 292
- Dolní Lukavice 948
- Drahkov 123
- Honezovice 253
- Horní Lukavice 421
- Horšice 429
- Hradec 549
- Hradiště 210
- Jarov 222
- Kasejovice 1282
- Kbel 305
- Klášter 212
- Kotovice 310
- Kozlovice 97
- Kramolín 113
- Letiny 689
- Líšina 165
- Lisov 119
- Louňová 100
- Lužany 660
- Měcholupy 224
- Merklín 1194
- Mileč 381
- Milínov 197
- Míšov 114
- Mladý Smolivec 703
- Mohelnice 61
- Nebílovy 353
- Nekvasovy 178
- Nepomuk 3696
- Netunice 199
- Neurazy 872
- Nezdice 217
- Nezdřev 101
- Nová Ves 285
- Nové Mitrovice 325
- Oplot 312
- Oselce 356
- Otěšice 144
- Polánka 45
- Prádlo 258
- Předenice 230
- Přestavlky 231
- Přeštice 7113
- Příchovice 1073
- Ptenín 195
- Radkovice 103
- Řenče 927
- Roupov 254
- Seč 302
- Sedliště 98
- Skašov 220
- Soběkury 600
- Spálené Poříčí 2760
- Srby 165
- Štěnovice 2071
- Stod 3613
- Střelice 148
- Střížovice 399
- Tojice 94
- Třebčice 112
- Týniště 41
- Únětice 144
- Útušice 690
- Ves Touškov361
- Vlčí 64
- Vlčtejn 86
- Vrčeň 329
- Vstiš 508
- Žákava 469
- Zdemyslice 602
- Ždírec 467
- Zemětice 289
- Žinkovy 867
- Životice 40